# メデア (オペラ)

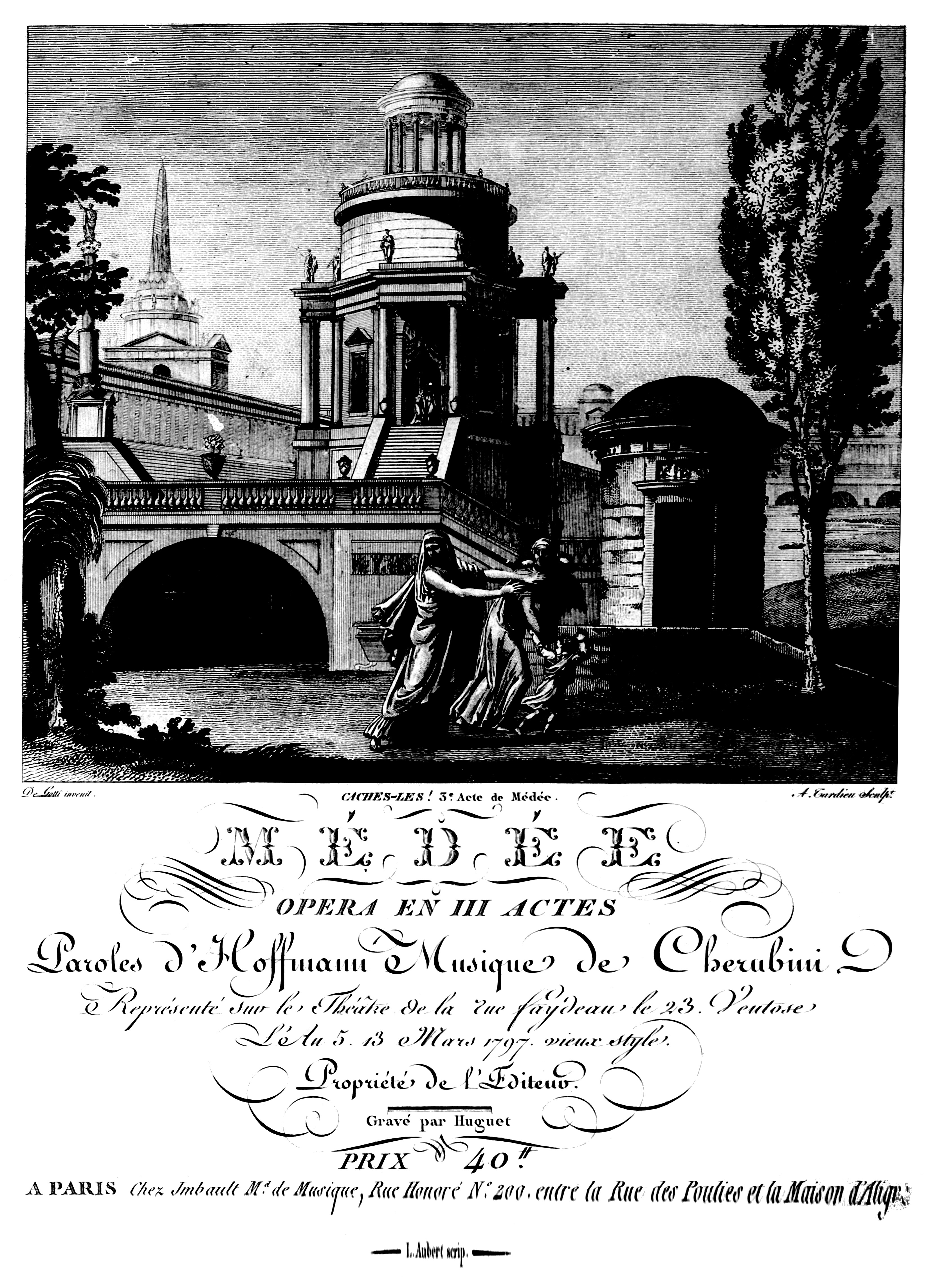
初演時のポスター

『メデア』（フランス語: Médée、イタリア語: Medea）は、ルイジ・ケルビーニによる全3幕からなるオペラ・コミック（喜劇的な作品ということではなく、台詞を伴うオペラ作品）で、フランス語のオリジナルでは『メデ』となる。1797年3月13日にパリのフェドー劇場）にて初演された。リブレットはエウリピデスの『メディア』、ピエール・コルネイユの『メデ』を題材にフラソワ＝ブノワ・ホフマンがフランス語で作成した。ケルビーニのオペラの代表作のひとつ。

## 作品

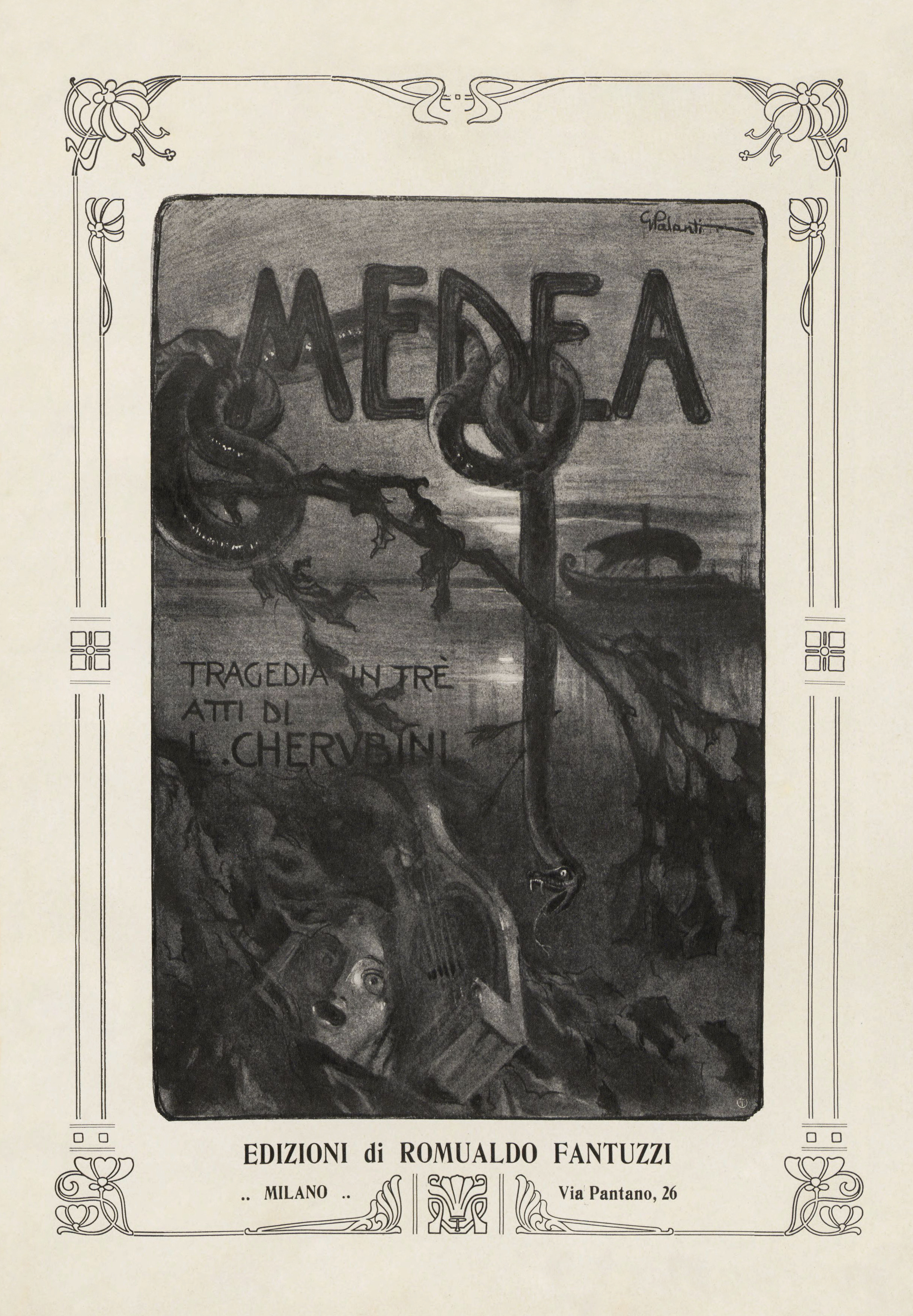
ヴォーカル・スコアの表紙

本作は初演の形のままでも悲劇的な力、ライトモティーフの重要性、管弦楽の極めて恐ろしい戦慄により、驚くべき近代性を示しており、ベートーヴェンやワーグナーを熱狂させた。こうした革新に加え、声楽書法の新しさがある。これはグルックの遺産の最良の部分とケルビーニのイタリア的発想とを結びつけたものであり、このことが正当にも本作を最初のロマン派オペラとする根拠を与えている。
楠見千鶴子によれば「ケルビーニによる本作はみずみずしいまでにギリシア神話に忠実な作品である。―中略―メデの神話伝説はいつ、どのような人々によって再編成されても安易な逸話や脇道にそれた神話などさしはさむ余地を与えない強い流れの物語性と、激しくもひたすらなドラマ性とに満ちている。しかも、そのドラマはメデという一人の女の内なる激情によって引き起こされて行く点が実にユニークだ。―中略―子らへの不憫とジャゾンへの憎しみに狂乱するメデの姿は考えてみれば、決して過去の悲劇ではない。追い詰められた母が我が子を殺すいきさつの裏には、現代もなお家庭不和が現実の問題として横たわっている」。
『新グローヴ オペラ事典』では「底知れぬ恐ろしさという点で、このオペラに匹敵する作品はない。この残忍な情念の激しさによって、本作は原作のギリシャ悲劇と近しい関係にある。ホフマンは復讐というひとつの情念と殺人というひとつの行動を取り上げて膨らませ、抑えようのない激情が3時間に亘って続く、フランスでは前代未聞の舞台を作り上げた。この台本作者の巧みな人物描写が、ケルビーニによる主要登場人物二人の奥底を描き出すことを可能した」と解説している。
グラウトによれば「本作は全般的なプランとドラマの扱い方にグルックの強い影響が見られるが、音楽的表現の点では古典派とロマン派の分岐線上に立ち、ベートーヴェンの初期のスタイルを思い浮かばせる点が多い」と述べている。

## 初演とその後

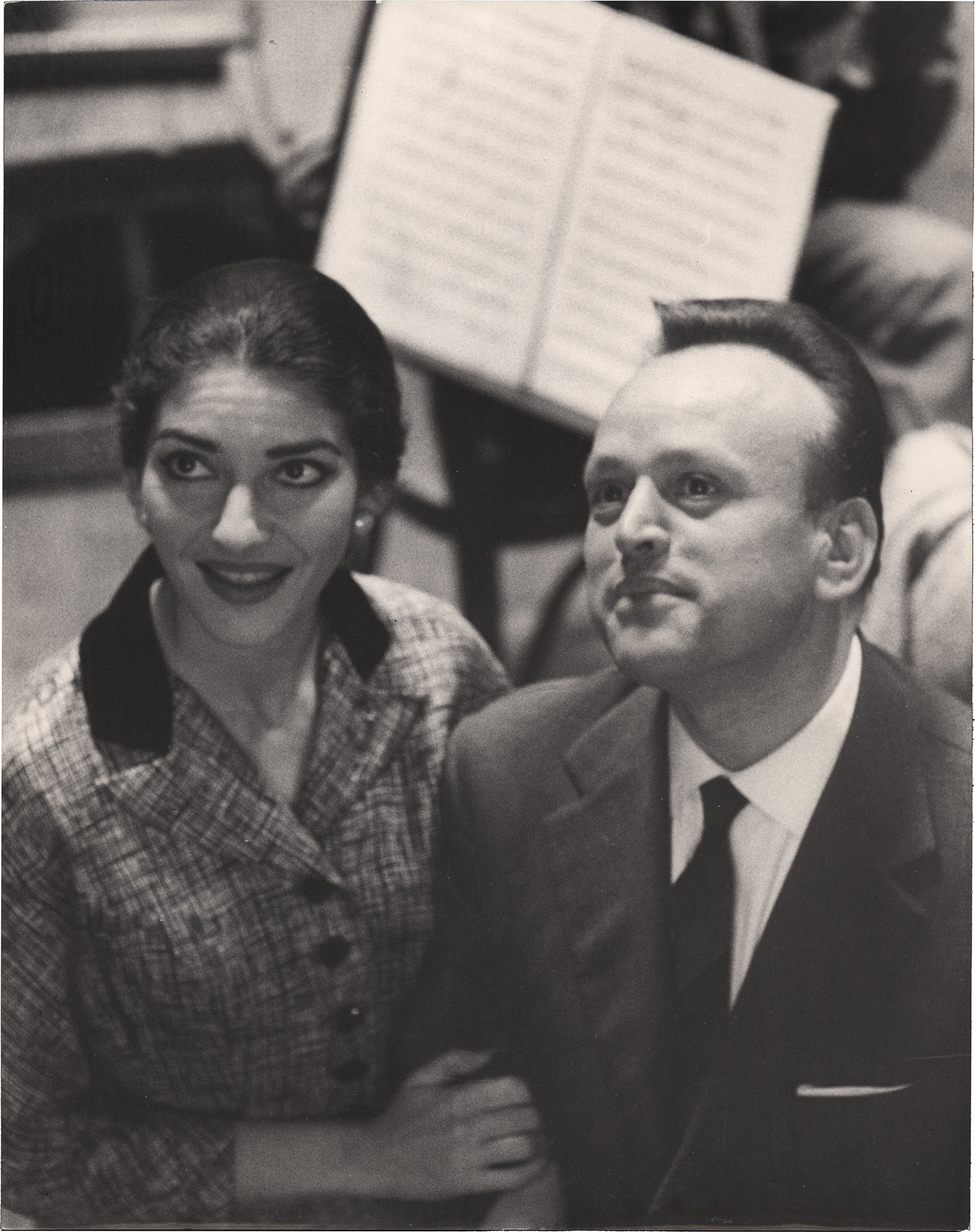
1957年上演時のマリア・カラスとミルト・ピッキ

1797年の初演は玄人受けしたものの、公演は20回で打ち切りとなり、パリでは20世紀半ばまで上演されることはなかった。しかし、ドイツでは人気があり、19世紀を通じて多くの公演がなされた。ベルリンでの初演は1800年4月17日であった。1854年に翌年のフランクフルトでの上演のために、フランツ・パウル・ラハナーは台詞の部分をレチタティーヴォに置き換えた。これが1980年代まで、ドイツでの標準的な形式となった。
イギリス初演は1865年 6月6日にアルディーティによるレチタティーヴォ付きで、ロンドンのハー・マジェスティーズ劇場にて上演された。配役はティーティエンズ、サントリーらであった。アメリカ初演は 1955年11月11日 にニューヨークの公会堂にて行われた。
イタリアでは1909年12月30日にカルロ・ザンガリーニによるイタリア語訳により、ミラノ・スカラ座でようやく上演され、これが1980年代まで、イタリアでの標準的総譜となった。しかし、さほどの人気は出ず、1953年のフィレンツェ五月音楽祭までは上演されなかった。そこではマリア・カラスがタイトル・ロールを歌い（ヴィットリオ・グイの指揮）、本作は20世紀に返り咲きを果たした。
オリジナルのフランス語稿は1984年7月28日にバクストン・フェスティバルにて上演され、1995年にはヴァッレ・ディトリア音楽祭
1997年にはオペラ・クオタニスによる初演から200年を記念した上演もなされた 。
ケルビーニがオリジナルの楽譜から削除していたと推察されていた最後のアリアは、長い間失われていたのだが、マンチェスター大学とスタンフォード大学の研究者によって、X線技術を利用することで楽譜の黒く塗りつぶされた部分を明らかにしたことで、発見された。
2008年にはブージー・アンド・ホークス 社よりヘイコ・クルマン（Heiko Cullmann）編集のクリティカル・エディションが発行されている。
2018年と2020年にはベルリン州立歌劇場にて、ダニエル・バレンボイムの指揮、ソーニャ・ヨンチェヴァの主演にて、フランス語版にて上演されている

。
2019年のザルツブルク音楽祭や2023年10月のマドリードのテアトロ・レアルにおいても
2024年のミラノ・スカラ座（主演はソーニャ・ヨンチェヴァ）でもフランス語版にて上演される。なお、2022年にはメトロポリタン歌劇場で同劇場での初演がカルロ・リッツィの指揮、ソンドラ・ラドヴァノフスキの主演にて上演されたが、そちらはイタリア語訳版での上演であった。
日本初演は2023年5月27日に日生劇場にてイタリア語訳にて、演出：栗山民也、指揮：園田隆一郎、メデア：岡田昌子、ジャゾーネ：清水徹太郎、クレオンテ：伊藤貴之、グラウチェ：小川栞奈、ネリス：中島郁子、管弦楽：新日本フィルハーモニー交響楽団、合唱：C.ヴィレッジシンガーズによって行われた。

## 登場人物
| 人物名 （イタリア語）                                                                      | 声域         | 原語                            | 役柄                          | 初演時のキャスト                                     |
| ------------------------------------------------------------------------------------------ | ------------ | ------------------------------- | ----------------------------- | ---------------------------------------------------- |
| ジャゾン （ジャゾーネ）                                                                    | テノール     | Jason                           | ギリシャ神話のイアーソーン    | ピエール・ガヴォー                                   |
| メデー （メデア）                                                                          | ソプラノ     | Médée                           | ギリシャ神話のメーデイア      | ジュリー=アンジェリク・シコ （Julie-Angélique Scio） |
| クレオン （クレオンテ）                                                                    | バス         | Roi de Corinthe                 | コリントの王                  | アレクシス・デソール （Alexis Dessaules）            |
| ディルセ （グラウチェ）                                                                    | ソプラノ     | Dircé                           | クレオンの娘（グラウケー）    | ロジーヌ嬢                                           |
| ネリス                                                                                     | メゾソプラノ | Néris                           | スキタイ人の奴隷 メデの付き人 | ヴェルトゥイユ夫人 （Mme Verteuil）                  |
| ディルセの2人の侍女                                                                        | ソプラノ     | Confidantes de Dircé            | －                            | エミリー・ガヴォダン ベック嬢（Beck）                |
| 警備隊長                                                                                   | バス         | Chef des gardes                 | －                            | ル・グラン（Le Grand）                               |
| 2人の子供                                                                                  | 黙役         | Les deux fils de Jason et Médée | メデとジャゾンの息子          | －                                                   |
| 合唱：ディルセの侍女たち、アルゴー船の乗組員たち、クレオンの衛兵たち、コリントの人々、司祭 |              |                                 |                               |                                                      |

## 楽器編成
- 木管楽器: フルート（ピッコロ持ち替え）2、オーボエ2、クラリネット2、ファゴット2
- 金管楽器: ホルン4
- 打楽器: ティンパニ
- その他: 弦楽五部

- 舞台裏（バンダ）（第2幕、行進曲）

：フルート2、オーボエ2、クラリネット2、ファゴット2、ホルン2、トロンボーン1、サンダーマシン

## 上演時間
第1幕:約55分（序曲は約7分）、第2幕:約45分、第3幕:約30分、全幕で約2時間10分

## あらすじ
- 時間：古代
- 場所：コリント

### 第1幕
クレオンの城の回廊

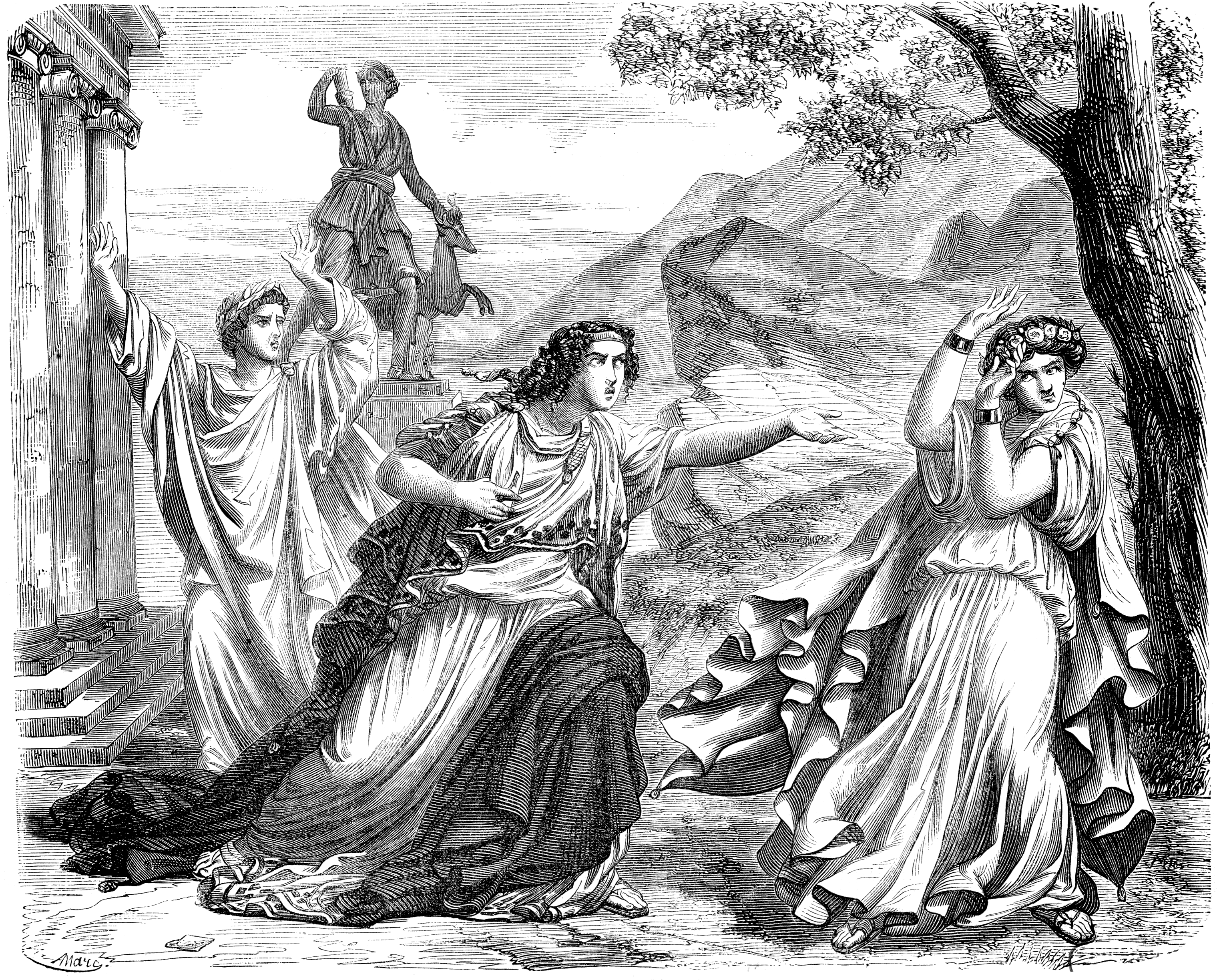
パリのイタリア座上演時の1幕のデッサン

国王・クレオンは、アルゴー号で数々の冒険に出かけて武勲を立てたジャゾンに、娘のディルセを嫁がせることにした。しかし、ディルセの心にはジャゾンの前妻メデの存在が重くのしかかっていた。かつてジャゾンは、金羊毛を手に入れるため、コルキスの王女であるメデに弟殺しをさせ、その上で残忍な心を持った魔女メデと結婚したのだった。侍女たちはディルセにジャゾンと結婚するのが好ましいと説得している。渋々承諾したディルセはこの結婚を祝福してもらいたいので、結婚の神ヒメンに〈アリア〉「無益な恐れを消し去りに来ておくれ」（Hymen! viens dissiper une vaine frayeur）を歌う。
国王クレオンはジャゾンに息子たちの安全を守ることを約束する。ジャゾンはディルセにアルゴー船の乗組員たちからの贈り物を受け取るように言う。そこに、乗組員たちが勇ましくやって来るが、黄金の羊毛を目の当たりにしたディルセは何やら不吉な予感がしてくる。ジャゾンは「メデは恐らく死んでいる」（peut-être le ciel, par un juste trépas, a mis fin à sa destinée.）と言い、ディルセを落ち着かせようとする。クレオンはディルセに神の寛大さを信じるよう促し、皆に賛歌風の合唱で結婚の神ヒメンにこの結婚を祝福するよう嘆願させる。そこに、メデが現れる。メデがかつてジャゾンと交わした愛と、彼に奪われた二人の子供のことを訴え、彼はまだ自分の夫であると主張すると、ジャゾンは冷たくそれを拒んだ。クレオンは激高し、メデに退出するよう命令する。
第一幕の最後はジャゾンとメデの長大な二重唱となる。メデは「あなたの息子たちの憐れな母親を御覧なさい」（Vous voyez de vos fils la mère infortunée）と訴え、ジャゾンは「おお！運命の羊毛よ！」（O fatale Toison）と自らの運命を嘆く。

### 第2幕
クレオンの城の内部

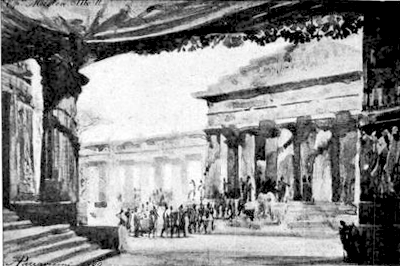
1909年、ミラノ・スカラ座上演時の2幕のデッサン

メデが登場し、息子たちに会わせないジャゾンを罵倒する。メデは冥府の神々を呼び寄せ、彼女の復讐を支援してもらおうとする。すると、ネリーが激怒するクレオンからメデが身を隠すよう懇願する。しかし、メデはクレオンと向かい合い、子供たちに別れを告げるため、1日の猶予を与えて欲しいと懇願する。クレオンは彼女に国外追放を命じるが、渋々懇願を受け入れる。ネリーは女主人の不幸を嘆き、ファゴットの効果的な前奏を伴う〈アリア〉「ああ！私たちは悲しみを共にします」（Ah! nos peines seront communes）と歌う。怒りに燃えるメデはジャゾンへの復讐を考える。ジャゾンは子供たちへの愛情を語る。メデはもう一度子供たちに会いたいと懇願する。ジャゾンはメデの子供に会いたいという強い願いに心動かされ、一度だけ会わせることを約束して、立ち去る。メデは侍女ネリスに自分の子を連れて来て、ディルセに復讐するために魔法をかけた王冠と打掛を婚礼の祝いとして彼女に贈るように言いつける。やがて、神殿の奥から婚礼の式が行われるのが見えてくる。行進曲にのって、クレオン、ジャゾン、ディルセに廷臣たちがやって来る。儀式の祈りの調べ「バッキュスの息子たちが降りて来る」（Fils de Bacchus, descend des Cieux）を合唱される。メデは復讐を誓うのだった。

### 第3幕
神殿の前の丘

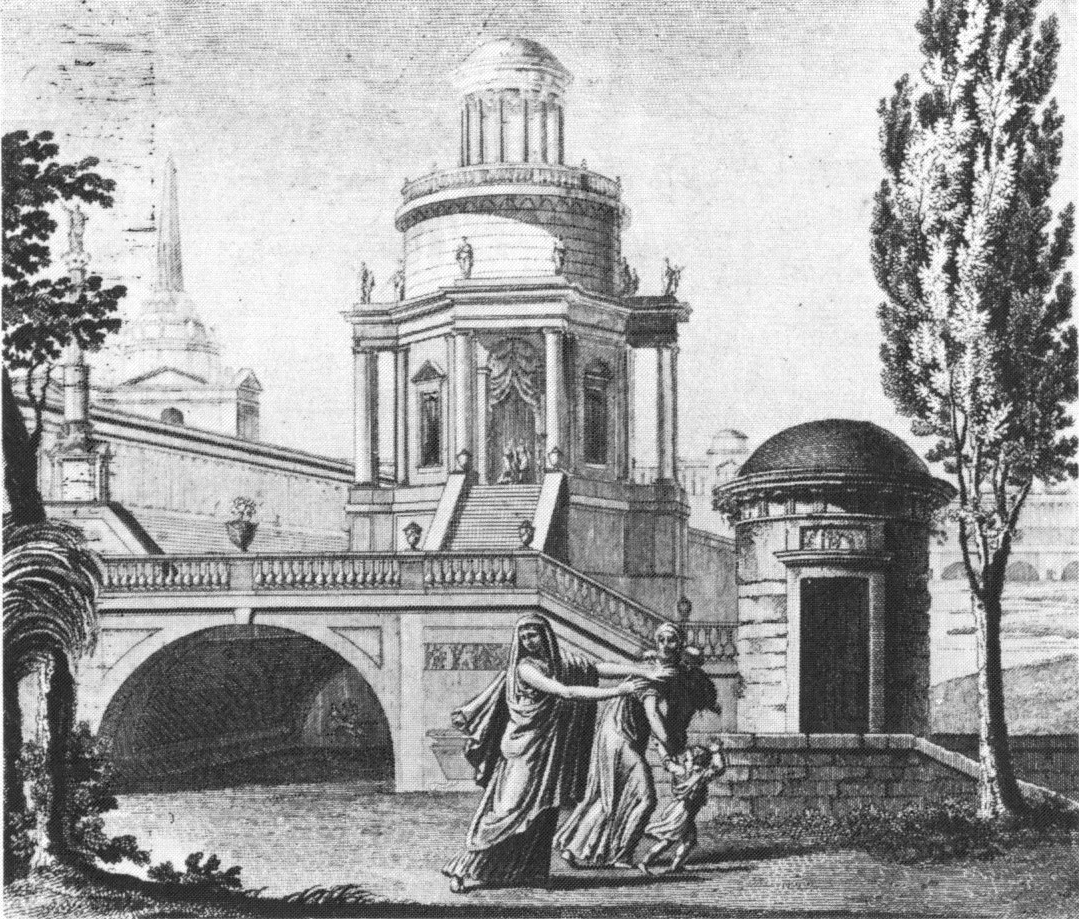
パリ・オペラ座初演時の3幕のデッサン

管弦楽で嵐を表す激しい音楽が奏され、これが前奏曲の役割を果たす。メデは神の加護を祈願する。そこへ、ネリーが子供たちを連れて現れる。ネリーはディルセに王冠と打掛を渡したと言う。メデは自分とジャゾンの間の子を殺すべきかどうか迷っている。調性の揺らぐ音楽がメデの心象を表す。メデが子供たちを殺せなかった自分を責めて「ああ、何たること！私はメデ！」（Eh quoi! je suis Medee）と叫んでいる。すると、宮殿からディルセが王冠と打掛での炎に焼かれ断末魔の叫びが聞こえるなか、子供たちを神殿に連れ込み、殺害する。ジャゾンが廷臣たちと駆けつけるが、時すでに遅く、復讐は成し遂げられる。メデは血塗られたナイフを手にし、三人の復讐の女神エリーニュスに付き添われて、現れる。メデは宮殿から出てきたジャゾンに復讐が終わったと告げ、宮殿に火を放つ。人々が逃げ惑ううちに、火につつまれた宮殿は崩れ落ちる。緊迫感に満ちた音楽が管弦楽で奏されるなか、幕が下りる。

## 1909年のミラノ・スカラ座での衣装

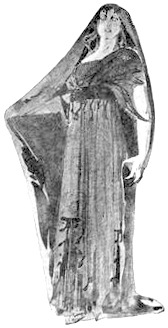
メデア
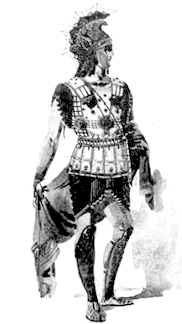
ジャゾーネ
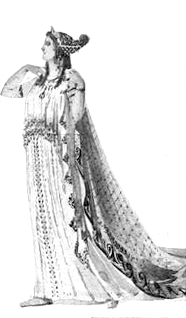
グラウチェ
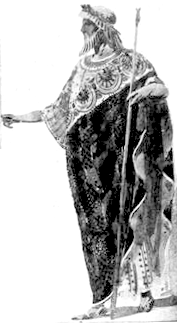
コリントの王

## 主な録音・録画
| 年   | 配役 メデ ジャゾン クレオン ディルセ ネリス                                                                                        | 指揮者 管弦楽団および合唱団 | レーベル |
| ---- | --- | --- | --- |
| 1953 | マリア・カラス ジーノ・ペンノ ジュゼッペ・モデスティ マリア＝ルイザ・ナチェ フェードラ・バルビエーリ                               | レナード・バーンスタイン ミラノ・スカラ座管弦楽団 ミラノ・スカラ座合唱団                                                                                  | CD: EMI EAN:0797803840352 イタリア語版 |
| 1957 | マリア・カラス ミルト・ピッキ ジュゼッペ・モデスティ レナータ・スコット ミリアム・ピラッツィーニ                                   | トゥリオ・セラフィン ミラノ・スカラ座管弦楽団 ミラノ・スカラ座合唱団                                                                                      | CD: EMI EAN:0724356643529 イタリア語版 |
| 1995 | イアーノ・タマー ルカ・ロンバルド パトリツィア・チョーフィ ジャン＝フィリップ・クルティス マガリ・ダモンテ                         | パトリック・フルニリエ イタリア国際管弦楽団 スロヴァキア室内合唱団                                                                                        | CD: Nuova Era EAN:0885150316870 フランス語版 |
| 1996 | ミシェール・コマン ジャック・ノエル ジャン＝フィリップ・クルティス インヴァ・ムラ リュシール・ヴィニョン                           | ミシェル・スヴィエルチェフスキー アンサンブル・オルケストラル・アルモニア・ノヴァ テアトル・ド・ラ・ミュジック・フランセ合唱団 演出：ピエール・ジュルダン | DVD:Disques Dom EAN:3254873110176 フランス語版 役者と歌手とは別。 ロイヤル・シェイクスピア・カンパニーが協力。 コンピエーニュ帝国劇場での上演。 |
| 1997 | フィリス・トレイグル カール・ハルヴァーソン デイヴィッド・アーノルド タイス・サン・ジュリアン ダンナ・フォルトゥナート             | バート・フォルス ブリューワー・バロック室内管弦楽団 クオタニス合唱団                                                                                      | CD:NAXOS EAN:0723723146120 フランス語版（ノー・カット） オペラ・クオタニスによる 200年記念の制作                                                |
| 2009 | en ジュゼッペ・フィリアノーティ ジョヴァンニ=バスティア・パロディ チンツィア・フォルテ サラ・ミンガルド                            | エヴリーノ・ピド トリノレージョ劇場管弦楽団 同合唱団 演出：ウーゴ・デ・アナ                                                                               | DVD:Kicco Classics EAN:8016292090102 イタリア語版                                                                                               |
| 2011 | ナージャ・ミヒャエル カート・ストレイト ヴァンサン・ル・テクシエ ヘンドリキエ・ファン・ケルクホーフェ クリスティアンネ・ストタイン | クリストフ・ルセ レ・タラン・リリク モネ劇場合唱団 演出：クシシュトフ・ワリコフスキ                                                                       | DVD:Bel Air Classiques EAN:3760115300767 フランス語版 ブリュッセルのモネ劇場での上演                                                            |